# Gregori Chad Petree
Gregori Chad Petree nació en Shawnee, Oklahoma, Estados Unidos. Es el líder, vocalista y guitarrista de la banda de rock Shiny Toy Guns. Antes de formar parte de este grupo, fue miembro de varias bandas como Paradigm, Cloud2Ground, R.R.D.S. y Dangerous Insects. En los años 90, también formó parte de los grupos PC Quest and Slyder, caracterizados por su sonido   pop.
Del álbum We Are Pilots y Season of Poison, Chad escribió muchas canciones. Igualmente, su hermano Stephen Petree, le ayudó a escribir algunas canciones para el álbum 'We are Pilots'.